# Lagrán
Lagrán (baskisch Lagran) ist ein Ort und eine 170 Einwohner (Stand: 2024) zählende nordspanische Gemeinde in der Provinz Álava im Baskenland. Zur Gemeinde gehören neben dem Hauptort Lagrán die Ortschaften Pipaón und Villaverde.

## Lage und Klima
Lagrán liegt im von bewaldeten Bergen Tal des Río Ega in einer Höhe von ca. 275 m. Die Provinzhauptstadt Vitoria-Gasteiz liegt etwa 30 km (Fahrtstrecke) nordnordwestlich. Das Klima ist gemäßigt bis warm.

## Bevölkerungsentwicklung
| Jahr      | 1970 | 1981 | 1991 | 2001 | 2011 | 2021 |
| Einwohner | 259  | 233  | 188  | 199  | 184  | 171  |

## Sehenswürdigkeiten
- Kirchen

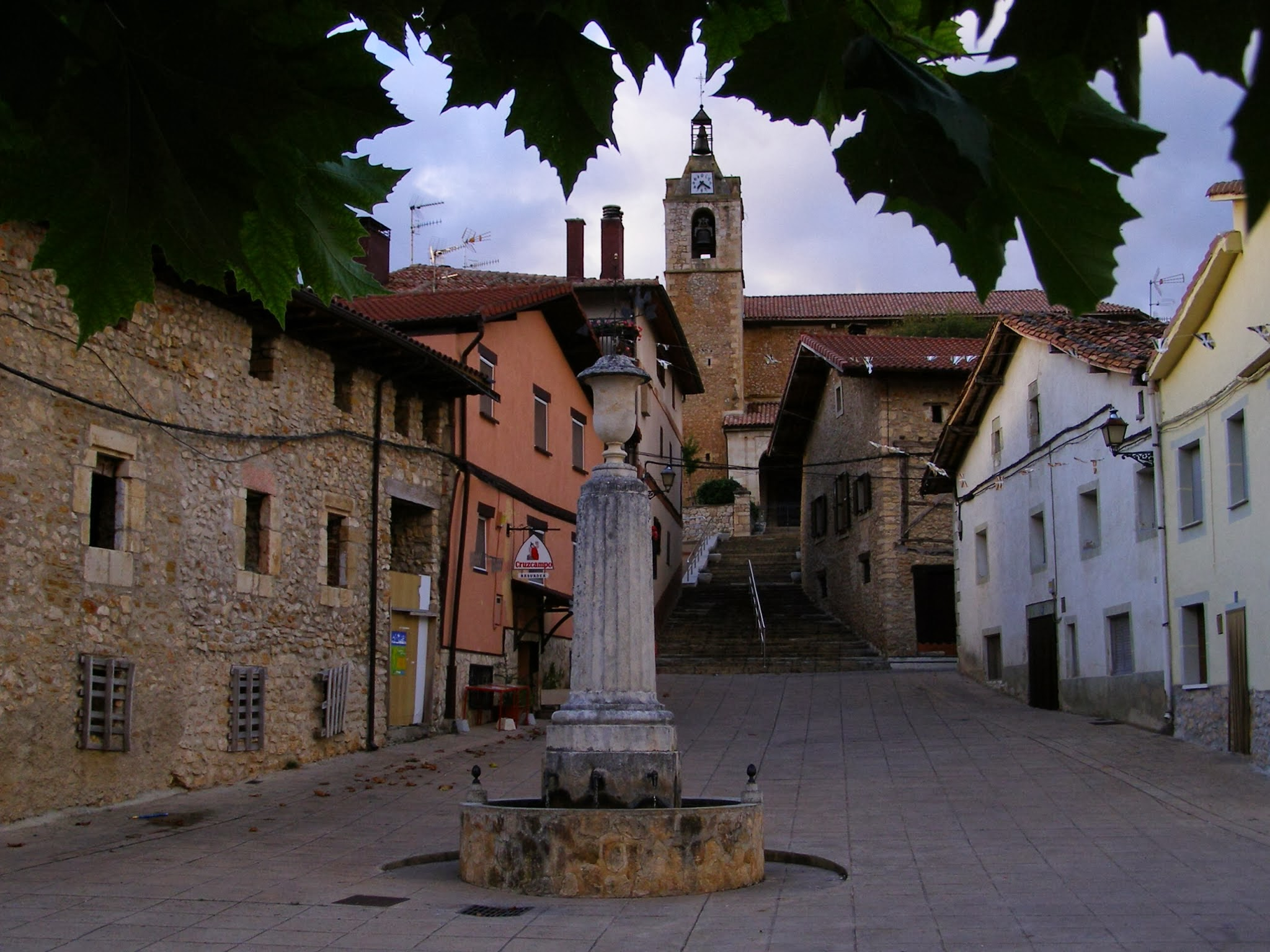
Kirche von Langrán
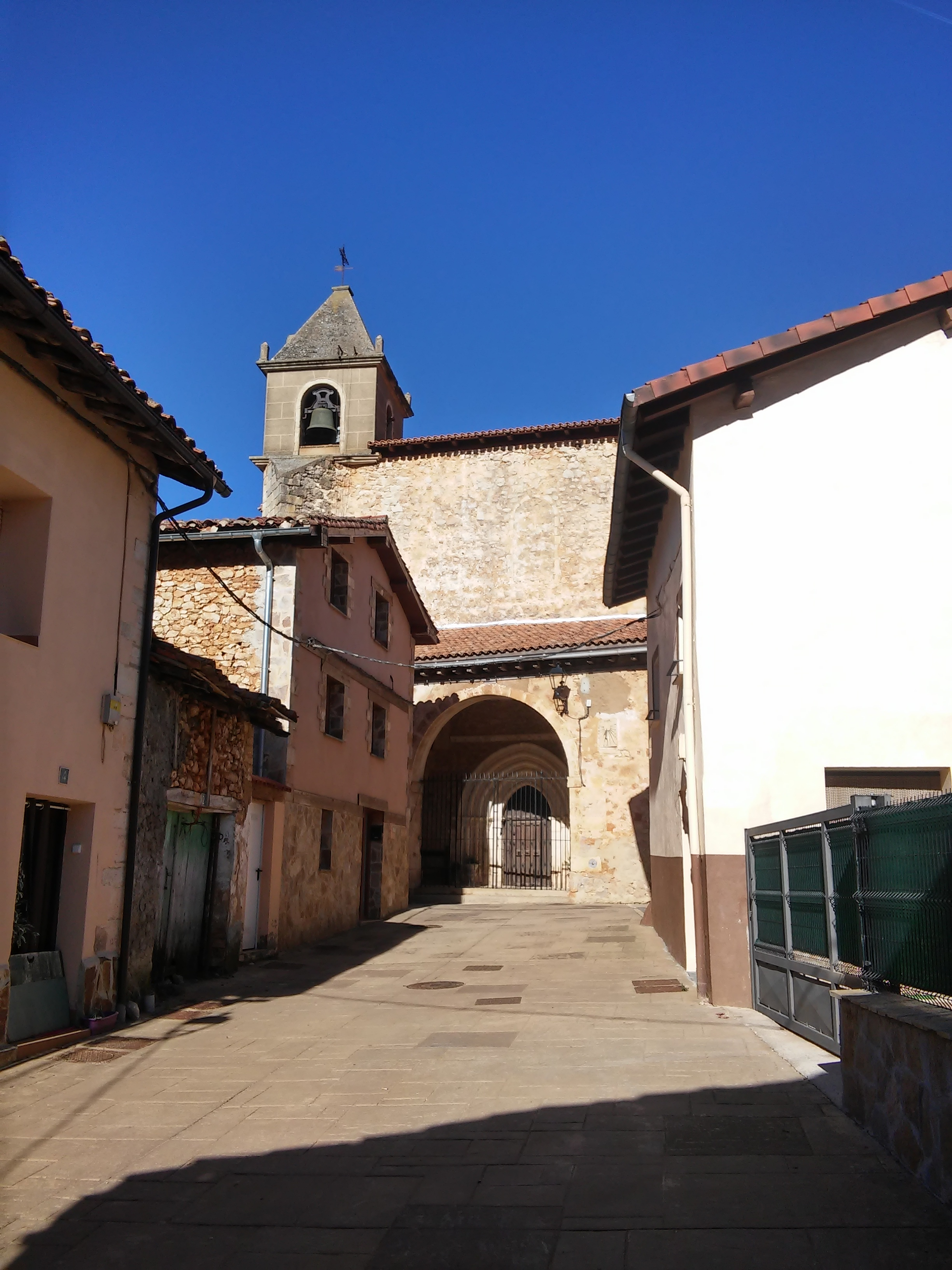
Kirche von Pipaón